# Polnische Badmintonmeisterschaft 1965
Die Polnische Badmintonmeisterschaft 1965 fand vom 4. bis zum 5. Dezember 1965 in Poznań statt. Es war die 2. Austragung der Titelkämpfe.

## Medaillengewinner
| Disziplin    | Gold                                                     | Silber                                                | Bronze |
| ------------ | -------------------------------------------------------- | ----------------------------------------------------- | --- |
| Herreneinzel | Aleksander Koczur (Krakau)                               | Leszek Nowakowski (Warschau)                          | Lesław Markowicz (Olsztyn) Tadeusz Woźny (Poznań)                                                              |
| Dameneinzel  | Teresa Masłowska (Warschau)                              | Barbara Rojewska (Olsztyn)                            | Stanisława Suterska (Poznań) Jadwiga Czarniecka (Olsztyn)                                                      |
| Herrendoppel | Andrzej Domagała (Breslau) Krzysztof Englander (Breslau) | Jerzy Skibicki (Krakau) Jerzy Zieliński (Krakau)      | Ryszard Król (Łódź) Wiesław Świątczak (Łódź) Zdzisław Karwat (Warschau) Czesław Wojciechowski (Warschau)       |
| Damendoppel  | nicht ausgetragen                                        | nicht ausgetragen                                     | nicht ausgetragen                                                                                              |
| Mixed        | Bolesław Suterski (Poznań) Stanisława Suterska (Poznań)  | Aleksander Koczur (Krakau) Łucja Porządnicka (Krakau) | Stanisław Jeżewski (Olsztyn) Jadwiga Czarniecka (Olsztyn) Andrzej Domagała (Breslau) Bożena Basińska (Breslau) |